# Küss mich, Mistkerl!
Küss mich, Mistkerl! (Originaltitel: The Hating Game) ist eine US-amerikanische romantische Filmkomödie aus dem Jahr 2021 von Regisseur Peter Hutchings mit Lucy Hale und Austin Stowell. Das Drehbuch von Christina Mengert basiert auf dem Roman The Hating Game von Sally Thorne. In den USA wurde der Film am 10. Dezember 2021 veröffentlicht, in Deutschland und Österreich kam der Film am 10. März 2022 in die Kinos.

## Handlung
Nach der Fusion der beiden Verlage Bexley und Gamin teilen sich Lucy Hutton und Joshua Templeman ein Büro. Die beiden machen sich gegenseitig das Leben schwer und bekämpfen sich mit kleinen Spitzen.
Nachdem im Konzern ein Managementjob ausgeschrieben wird, für den sich beide interessieren, stehen sie sich als Konkurrenten gegenüber. Beide haben Förderer in der Chefetage, die sich für sie einsetzen.
Für die beiden stellt sich allerdings bald die Frage, ob es bei der Bürorivalität nur um Konkurrenz um denselben Posten geht oder auch andere Gefühle im Spiel sind.

## Synchronisation
| Rolle             | Darsteller       | Synchronsprecher  |
| ----------------- | ---------------- | ----------------- |
| Lucy Hutton       | Lucy Hale        | Esra Vural        |
| Joshua Templeman  | Austin Stowell   | Manuel Straube    |
| Anthony Templeman | Sean Cullen      | Lutz Schnell      |
| Bexley            | Corbin Bernsen   | Ronald Nitschke   |
| Helen             | Sakina Jaffrey   | Daniela Hoffmann  |
| Jeanette          | Shona Tucker     | Bianca Krahl      |
| Mack              | Brock Yurich     | Tommy Morgenstern |
| Patrick Templeman | Nicholas Baroudi | David Turba       |

## Produktion und Hintergrund
Die Dreharbeiten fanden vom 21. November bis zum 23. Dezember 2020 in New York City statt.
Die Kamera führte Noah Greenberg, für das Set-Design zeichnete Debbie DeVilla verantwortlich und für das Kostümdesign Astrid Brucker. Den Vertrieb übernahm in Deutschland die Münchner SquareOne Entertainment GmbH und in Österreich die Constantin Film.
Ursprünglich war für die männliche Hauptrolle Robbie Amell vorgesehen.

## Rezeption
Helena Sattler vergab auf Filmstarts.de 2,5 von 5 Sternen und bezeichnete den Film als leichte Kost zur kurzweiligen Unterhaltung. Die vorhersehbare Liebeskomödie auf der Basis des „Was sich liebt, das neckt sich!“-Sprichworts reproduziere überwiegend Stereotype und fragwürdige Verhaltensmuster.
Ähnlich urteilte Petra Schrackmann, die den Film auf outnow.ch mit 2,5 von 6 Sternen bewertete. Der Film fühle sich an, als hätte jemand sämtliche Romanzen-Bullet-Points der letzten Jahre und Jahrzehnte gesammelt, auf einen Haufen geworfen und ein schön knisterndes Kaminfeuer daraus gemacht. Die Darsteller seien zwar attraktiv anzusehen, schafften es aber selten, das Publikum für sich zu gewinnen. Dafür sei der männliche Lead zu kühl, die Story zu vorhersehbar und die klischeehaft-hanebüchenen Wendungen häuften sich zu sehr.
In der österreichischen Programmzeitschrift TV-Media wurde der Film dagegen mit 3 von 4 Punkten bewertet. Horst-Günther Fiedler bezeichnete den Film als flotte und witzige Bestsellerverfilmung, die Frauen wie Männer gleichermaßen unterhalte.
Oliver Armknecht bewertete die Liebeskomödie auf film-rezensionen.de mit 6 von 10 von zehn Punkten, diese folge prinzipiell den üblichen Schemata, wenn zwei Menschen sich anfangs bekriegen und sich dann ineinander verlieben. Zumindest die erste Hälfte mache dabei aber tatsächlich Spaß, auch weil das Ensemble gut harmoniere.
tvspielfilm.de urteilte: „Kein Genreklassiker, aber ein kurzweiliger Spaß für RomCom-Fans“. Das wendungsreiche Drehbuch und die treffsicheren Dialoge sorgten für einen halbwegs amüsanten Abend.